# 库奈特拉省冲突
库奈特拉省冲突开始于2012年11月，当时叙利亚政府军在库奈特拉省的多个城镇与村庄与反对派交战。随后冲突快速升级，并蔓延到了叙利亚与以色列控制的戈兰高地之间的联合国监管的缓冲区。
这场冲突在2013年5月引起国际社会关注，当时叙利亚反对派挟持了21名菲律宾籍联合国工作人员，这些人都是叙以之间联合国设置的缓冲区内联合国特派观察团的成员。这些人都是在第58号观察哨所附近被抓的。根据联合国官员的说法，早在附近的村庄爆發交火後的周末，58號哨所就已經遭受攻擊並且已經進行撤離。之后不久，这些联合国工作人员在约旦的调停下获释。
以色列在多起交火事件中短暂介入了。例如2012年11月11日，在以色列控制的戈兰高地，一处以色列哨所遭到来自叙利亚的迫击炮炮击，随后以色列向叙利亚境内进行警告性射击。这是过去将近40年，自第四次中东战争后两国军队首次直接越境交火。2013年年初，双方再次发射越境交火，据报道多人受伤。

## 背景
在1967年六日战争期间，以色列从叙利亚手中夺取了戈兰高地。在第四次中东战争中，叙利亚试图夺回这一地区，结果以失败告终。之后叙以两国维持着不太稳定的停火状态，两国之间由联合国设立的缓冲区间隔开来。很多国家指责以色列对戈兰高地的侵占，尤其是在1981年以色列单方面吞并这一地区，并随后开始建设定居点。
叙以两国边境在过去40年一直保持平静状态，直到阿拉伯之春爆发。2011年叙以边境示威活动中，巴勒斯坦示威者靠近边境，结果遭到以色列军队射击。四名示威者丧生，数十人受伤。另外，示威者在试图越过边境进入德鲁兹派聚居的迈季代勒舍姆斯镇时，多名以色列士兵受伤。随着叙利亚内战的推进，边境冲突日趋升级。叙利亚内战波及到黎巴嫩和土耳其使得人们害怕内战将升级为一场范围更广的区域冲突。
在以色列一侧，动乱也有发生，尤其是在戈兰高地的德鲁兹派教徒中。戈兰高地的以色列控制部分内大约聚居着20000名德鲁兹派教徒，大部分人仍为叙利亚公民。在内战爆发前，这些人中绝大部分是支持巴沙尔·阿萨德领导的叙利亚政府的，因为叙利亚政府长期以来坚定地支持他们的利益，并与以色列敌对。由于以色列与叙利亚达成协议，他们中的许多人能够越过边境在叙利亚境内做生意。但是随着内战的发展，有一小部分德鲁兹派开始发表反对叙利亚政府的言论。根据当地媒体的报道，在2012年9月，大约22名德鲁兹派越过边境进入叙利亚为反对派作战。尽管如此，这些人基本上还是拥护叙利亚政府的，而亲阿萨德的密探散布谣言，恐吓那些潜在的持不同政见者，威胁禁止他们从事越境贸易。

## 過程

### 2012年
2012年11月2日，三辆叙利亚坦克闯入联合国缓冲区，在Beer Ajam村附近与反对派交战。在交战中，流弹击中了附近一名以色列巡逻士兵。作为回应，11月5日，以色列在联合国安理会指责叙利亚违反了第四次中东战争之后1974年双方签订的协议。 这份停火协议禁止叙利亚军队在联合国缓冲区内进行军事行动。来自以色列军方的消息引用了这些限制性条文，并暗示这是反对派将政府军拖入该地区进行交战的原因。
11月10日，根据叙利亚人权观察组织（SOHR）的报道，至少30名叙利亚政府军和反对派在边境地区的冲突中丧生。据报道在Bariqa、Beer Ajam和Al-Hersh村及其附近的战斗仍在继续。
11月11日，一发来自叙利亚库奈特拉省的迫击炮弹击中了戈兰高地以色列的一处军事哨所附近。随后以色列向叙利亚境内进行警告性射击，并发表声明，警告如果再有攻击发生以方将开战进一步报复行动。
11月12日，叙利亚政府军开始向叙以边境附近的Bariqa村内的反对派据点进行炮击。一名外国记者报道从边境以色列一侧可以看到交战情况，政府军使用重炮将反对派逼往边境。30分钟之后，一发来自叙利亚的炮弹击中了戈兰高地地区的Tel Hazeka附近。作为回击，以色列军队使用梅卡瓦主战坦克炮击叙利亚政府军阵地，直接击中了一处叙利亚军队阵地。根据以色列军方电台报道，叙利亚政府要求以色列停止开火，虽然以色列的回击造成的人员伤亡还不得而知。
11月13日，一支至少有200名反对派组成的部队攻占了边境线叙利亚一侧的Beer Ajam和Bariqa两个村庄。据报道反对派已经控制了库奈特拉省南北两个地区。第二天，以色列国防部长埃胡德·巴拉克声称反对派已经控制了戈兰高地东部地带的大部分村庄，叙利亚政府军无力进入这些村庄。
11月17日，叙以双方再次发生冲突。叙利亚政府军的枪炮击中了缓冲区附近的一支巡逻队，损毁了一辆吉普车但没有报道有人员受伤。作为回应，以色列炮兵炮击了叙利亚政府军的阵地，而叙利亚军队使用迫击炮回击。以色列方面承认击中了叙利亚炮击的源头并声称在交火中有叙利亚军队士兵丧生。
11月25日，反对派与叙利亚政府军的交火中有流弹击中了一辆沿缓冲区以方栅栏行驶了一辆以色列国防军的车辆。没有报道显示以方有人员或财产损失，以色列也没有进行回击。
12月23日，SOHR报道反对派与政府军在Hureyra镇发生交火，在战斗中使用了火箭弹。Jebata al-Khashab据报道遭到了政府军的炮击。
12月25日，根据SOHR的报道，在针对Jaba村的炮击中，3名平民丧生，而在Khan Arnaba镇双方发生激烈冲突。12月27日，SOHR报道在该省的冲突中有一名反对派和一名平民丧生。
12月28日，据SOHR报道，在Ruwayhinah和Zubaydah村的冲突中有6名反对派（其中包括1名指挥官）和5名政府军丧生。在之后几天，SOHR报道在该地区先前的冲突中受伤的两名反对派因伤势过重丧生。
12月30日，SOHR报道在Beer Ajam双方的冲突导致一名反对派丧生。

### 2013年
2013年1月6日，以色列总理内塔尼亚胡宣称以色列军队将在戈兰高地建造一处安全栅栏。他声称叙利亚军队从该地区撤退使得该地区被来自全球的圣战分子控制，这座栅栏将保卫以色列领土免受恐怖主义的渗透。一名以色列安全部门官员声称大约10公里的栅栏已经修建完成，还有大约60公里有待修建。
3月6日，在缓冲区21名联合国工作人员被反对派挟持，之后在约旦的调停下获释。
3月24日，在戈兰高地，在以色列士兵遭受一处叙利亚机枪阵地两次射击之后，以色列国防军向其发射了一枚导弹。冲突中没有以色列士兵受伤，一辆军车被机枪击中。
5月7日，在库奈特拉省有18名反对派在激战中丧生。
2013年5月21日，叙以双方再次发射交火。一辆以色列军车被叙利亚方面击中，之后以色列回击，摧毁了开火源头。
2013年6月6日，反对派攻击并短暂占领了一处位于戈兰高地的过境通道。但是，同一天政府军使用坦克和装甲运兵车进行反攻，重新夺回了过境通道。反对派还进攻了在1967年戰爭後荒废的库奈特拉市的一处军事检查站。在反对派与政府军的交火中，一发炮弹落入了一处联合国维和部队基地。一名奥地利国防部官员证实反对派夺取了过境通道以及联合国部队从该地区撤离。
7月16日，在双方激烈交战后，反对派武装由于遭受政府军猛烈炮击，从al-Qahtaniya村撤出。
7月17日，一支以色列部队沿边境线上常规路线巡逻时遭受来自叙利亚的袭击，以方向边境线附近一群无法辨识身份的嫌疑人回击。在冲突中以方无人受伤。
8月17日，在多颗来自叙利亚的迫击炮弹落在戈兰高地后，以色列国防军向一处叙利亚军队据点发射了一颗导弹。

### 2014年
1月31日，反对派攻占al-Susiya市以及其他5座村庄。
2月16日，库奈特拉省叙利亚自由军军事委员会首领Abdel al-Ilah al-Bachir被任命为叙利亚自由军参谋长。